# Leo J. Kryn
Leo Jan-Baptist Kryn (Antwerpen, 3 augustus 1878 - Ukkel, 4 april 1940) was een pionier van het Vlaamse boek- en literatuurwezen.

## Levensloop
Na de humaniora te hebben doorlopen aan het Koninklijk Atheneum in Antwerpen, waar hij onder meer Pol De Mont als leraar had, werd hij bediende bij De Nederlandsche Boekhandel. Hij werd bevriend met heel wat jonge schrijvers en kunstenaars, onder meer met Willem Elsschot.
In 1901 verhuisde hij naar Brussel en opende er in 1904 de eerste volledig Nederlandstalige boekhandel onder de naam De Vlaamsche Boekhandel. Hij werd ook uitgever en publiceerde werk van onder meer Lodewijk De Raet, Lodewijk Dosfel en Frank Baur.
In 1914 vluchtte hij naar Engeland met zijn Engelse vrouw Katie Dickinson (1874-1954). Na zijn terugkeer stichtte hij de uitgeverij Onze Tijd. Hij gaf onder meer de eerste Nederlandse uitgave uit van de Belgische Grondwet. Hij publiceerde ook enkele fantastische verhalen waarvan hij de auteur was.
In 1929 was hij medeoprichter van de Vereniging ter Bevordering van het Vlaamse Boekwezen. Hij was er van 1931 tot aan zijn dood de voorzitter van.
Hij was van 1929 tot 1940 ook redacteur bij het Beknopt Verslag van de Belgische Senaat. 
Na zijn dood werd zijn uitgeverij overgenomen door Angèle Manteau. Zij stichtte, samen met Katie Dickinson, in 1942 de Leo J. Krynprijs voor literatuur. De jury, waarin Willem Elsschot zetelde, kende de prijs een eerste maal toe aan Louis Paul Boon voor De voorstad groeit.
In de Regattawijk in Antwerpen-Linkeroever is er een straat naar hem genoemd, de Leo J. Krynlaan.

## Publicaties
- Leven
- De Man met den Baard